# Ringborgar från vikingatiden
Ringborgar från vikingatiden är ett världsarv som består av fem ringborgar, eller trelleborgar, från vikingatiden i Danmark. De fem ringborgarna, Aggersborg, Borgring, Fyrkat, Nonnebakken och Trelleborg, byggdes mellan omkring år 970 och 980, och räknas som några av de mest framstående arkeologiska lämningarna från vikingatiden i Danmark. De fem ringborgarna delar en enhetlig geometrisk design och utmärks av sin symmetri. De fem ringborgarna var strategiskt placerade nära viktiga land- och sjövägar under vikingatiden och var och en av dem anlades så att försvaret drog nytta av det omgivande landskapets topografi. Tillsammans vittnar de om den centraliserade makten i Danmark vid tiden för deras tillkomst och om ambitionen att förena och försvara det danska riket under de sociopolitiska omvandlingar som det danska riket genomgick i slutet av 900-talet.
De fem ringborgarna blev upptagna på Unescos världsarvslista år 2023 under den gemensamma beskrivningen "ringborgar från vikingatiden" (på engelska: Viking-Age Ring Fortresses) som ett kulturarv. De ringborgar som världsarvet omfattar ligger utspritt i Danmark:
- Aggersborg ligger vid Aggersund på norra Jylland.
- Borgring ligger nära Kögebukten på östra Själland.
- Fyrkat ligger nära Hobro på norra Jylland.
- Nonnebakken (svenska: 'Nunnebacken') ligger på ön Fyn, under dagens Odense.
- Trelleborg ligger nära Slagelse på västra Själland.